# 東郷町藤川
東郷町藤川（とうごうちょうふじかわ）は、鹿児島県薩摩川内市の大字。旧薩摩国薩摩郡東郷藤川村、薩摩郡上東郷村大字藤川、薩摩郡東郷町大字藤川。郵便番号は895-1102。人口は238人、世帯数は132世帯（2020年10月1日現在）。面積は29.11平方キロメートル。
平安時代には藤川の一帯は太宰府天満宮の安楽寺領であったとされ、大宰府に左遷された菅原道真がこの地に隠棲し没したという伝説が残っており、隠棲したとされる地には「藤川天神」として知られる菅原神社が鎮座し、学問の神として知られる道真が祀られていることから受験シーズンには多くの参拝者が訪れる。また境内には道真が手植えしたとされる臥龍梅があり、「藤川天神の臥龍梅」として国の天然記念物に指定されている。

## 地理
薩摩川内市の北部（東郷地域）、川内川水系田海川上流域に位置している。町域の北方には紫尾山系の山々が連なっており、それを挟んで阿久根市鶴川内、出水市野田町上名、高尾野町柴引、南方には薩摩川内市東郷町宍野、東郷町鳥丸、西方には薩摩川内市田海町、城上町、東方にはさつま町泊野がそれぞれ接している。
字域の北部及び東西は山地となっており、中央を南北に川内川水系田海川が流れ、田海川に沿って平地が開ける。「東郷町郷土史」の附属地図によれば、東郷町藤川の集落は北から本俣、津田、中津俣、榎段、井川、大久保、堀、小鷹、上園、原がある。田海川に沿って鹿児島県道46号阿久根東郷線が通る。県道46号は1973年に県道に指定されて以降も横座峠部分が開通していなかったが、1997年3月31日に横座トンネル開通した後は交通量が増加傾向にある。
字域内には菅原道真が祀られている藤川天神（菅原神社）が鎮座しており、道真は大宰府から逃れこの地に隠栖しここで亡くなったという伝説がある。

### 河川
- 川内川水系田海川[14]

### 地名の由来
「藤川」という地名は字域内を流れる川内川水系田海川の上流を指す別称である「藤川」に由来する。

### 小字
東郷町藤川の小字は、「東郷町郷土史」によれば以下のとおりである。
小平、久留須、轟木、堂ノ下、轟宇都、庵袋、上原田、中牟田、鎧田（あぶんだ）、原田（はつのだ）、現王、井料、下牧野、上牧野、鬼川内（おいごつ）、中田、下川原、上川原、桑原田、北迫、大丸甲、大丸、管ヶ谷、永山、登尾、甑ヶ谷、内野、鶴原、砂原、寺川内、樋之口、永野、田代、井手口、西原、鞘之段、森園、上口浦川内、内平、善見、管ヶ谷、野ノ瀬戸、梶原、北野、榎段、津田川内、曲迫、粢田、津田、花ノ木、倉ノ谷、山神、三ツ俣、勘兵ヱガ迫、滑り、小山、楪、四方白、中島、戸ノ尾、尾口、前田、楠迫、五郎屋敷、梟段、小塚ノ段、砂元、藤之元、永灰、戸屋、屋敷ヶ段、小松、管牟田、芭蕉田

## 歴史

### 古代の藤川と菅原道真の隠棲伝説

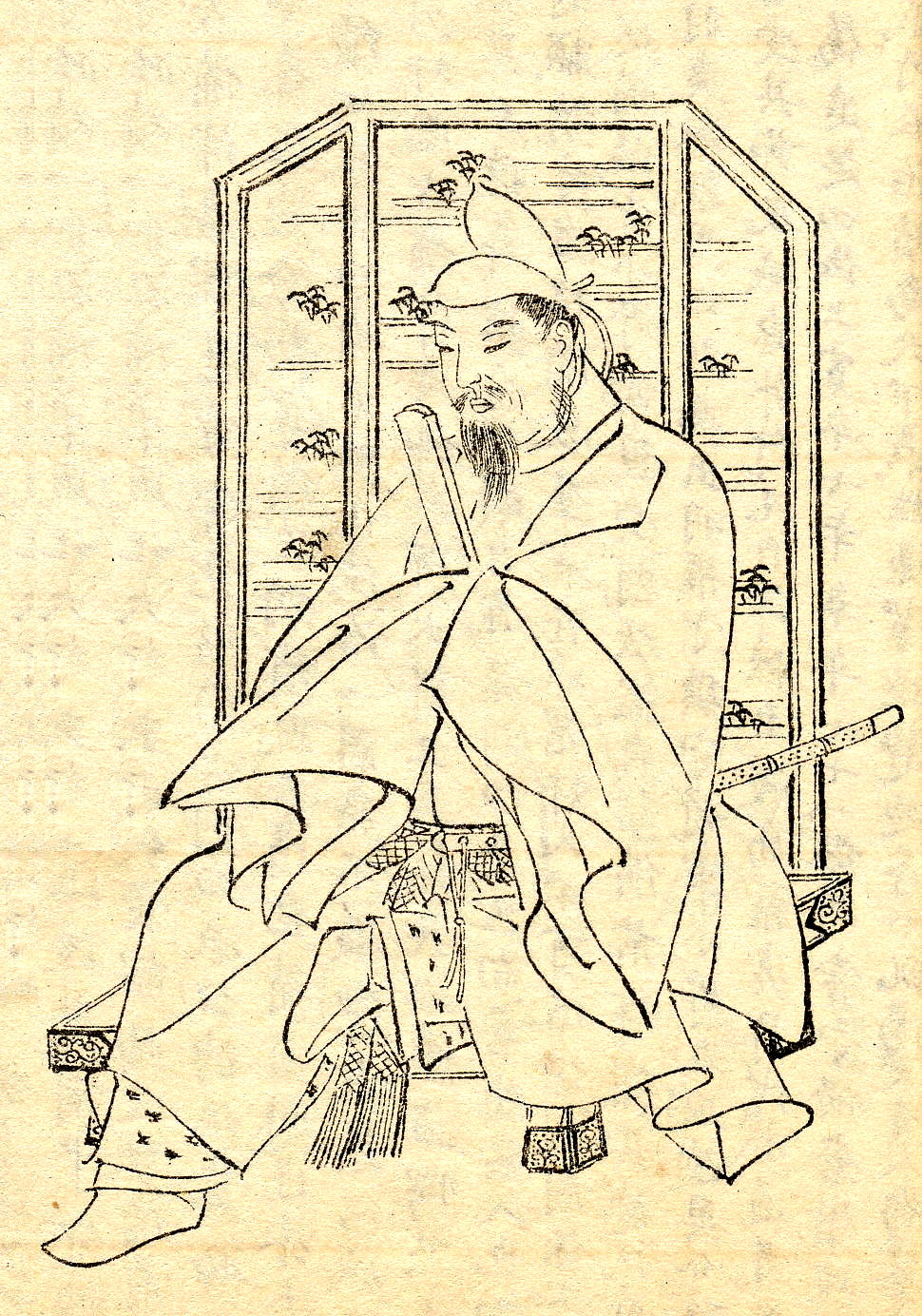
藤川に隠棲しこの地で没したという伝説が残る菅原道真

藤川の北部にある北野には太宰府から左遷された菅原道真が隠棲して現在の菅原神社（藤川天神）の地で没したという伝説が残されている。「東郷町郷土史」では菅原道真は高城の湯田港（現在の湯田町）に上陸し、藤川へ至る山道を歩み藤川の地にたどり着いたとする説を採用しており、他説として出水の荘から田代（現在の阿久根市）・吉川（現在の城上町）を経て藤川に至った説についても紹介している。また、藤川天神の境内にある「藤川天神の臥龍梅」は菅原道真が手植えしたという伝説が残る。
しかし、菅原道真の隠棲伝説については文化3年（1806年）に編纂された「薩藩名勝志」の藤川天神に伝説に関する記載がなく、天保14年（1843年）の「三国名勝図会」に記載された伝説が文献上での初見であるとされている。菅原道真の伝説について「東郷町郷土史」では否定的な観点から、源義経や安徳天皇、豊臣秀頼、西郷隆盛などの悲劇の英雄に関する伝説を例に一種の英雄崇拝・悲劇愛好的県民性からこのような薩摩隠匿伝説が生まれたのではないかとしている。
また、藤川は古くは太宰府天満宮（安楽寺）領であったとされ、地内に寺領を管掌する治所があったであろうとされている。「東郷町郷土史」によれば、藤川の北迫にある若宮神社なども寺領関係の家臣やその家族のものであろうと推測されているほか、藤川天神が鎮座する北野の地名も北野天満宮に由来するのではないかとしている。但し、鹿児島大学の日隈正守は、藤川が太宰府天満宮安楽寺領が多くあった高城郷ではなく東郷別符であったことなどの理由を挙げて太宰府天満宮領ではなく太宰府天満宮安楽寺の末寺である薩摩国分寺領であったのではなかろうかと考察している。

### 藤川の成立と中世
戦国時代に行われた豊臣秀吉と島津氏の争いである九州平定により、大口から川内に至る通路上にあった東郷は豊臣秀吉の軍によって荒らされ、藤川天神の社殿や神宝、文書が焼失している。これにより藤川天神の由来は不詳とされている。
藤川という地名自体は戦国時代末期頃から近世の初頭までの間に作成されたとされる「出水公方向用途支配注文」に「藤河分六町 一貫文」と見えるのが初見であるとされる。東郷一帯を治めていた東郷氏が文禄年間に断絶し、その後は島津忠長が藤川を含む東郷十か村を領した。

### 近世の藤川村

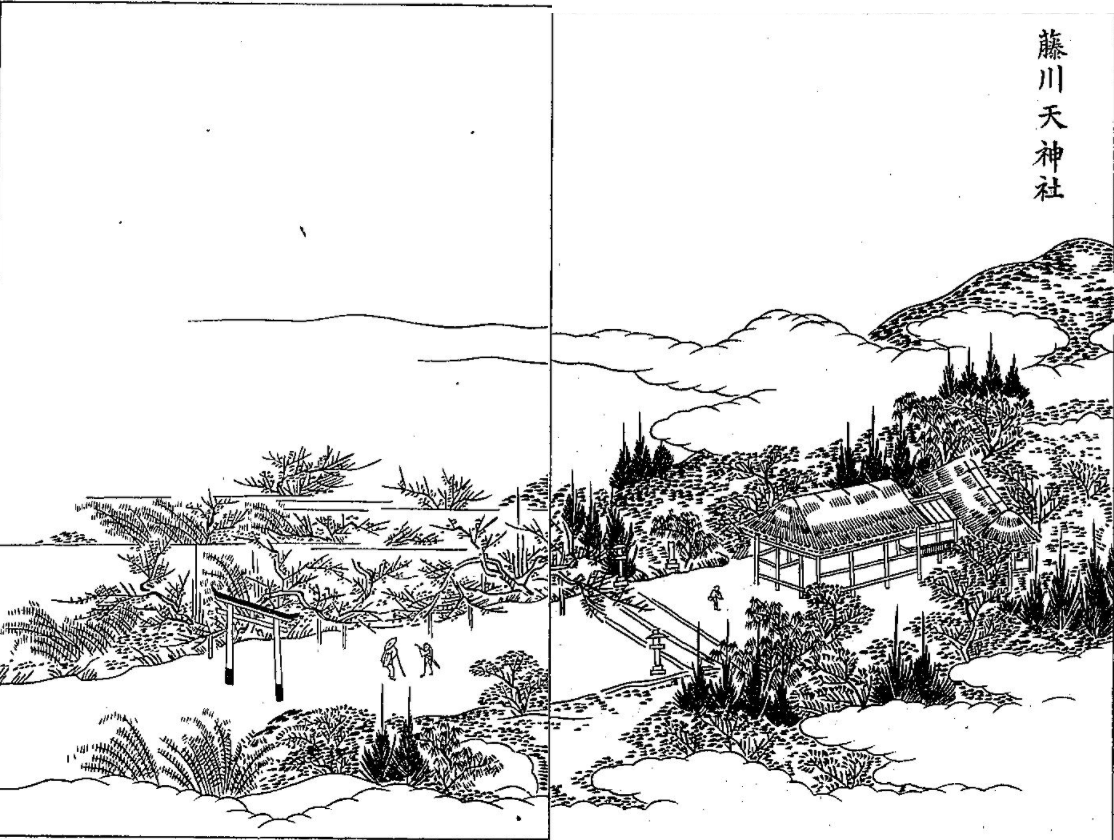
藤川天神の絵図（三国名勝図会）

江戸時代には薩摩国薩摩郡東郷（外城）のうちであった。村高は寛文4年の「郡村高辻帳」及び「天保郷帳」では314石余、延享頃の「三州御治世要覧」では414石余、「旧高旧領取調帳」では431石余と記されている。慶長19年（1614年）にそれまで東郷を領していた宮之城島津家が宮之城に転封したことにより、東郷は薩摩藩の直轄領となった。直轄領となった藤川は但馬守によって統治された。寛永10年（1633年）には日置島津家の島津久慶が東郷を領することとなった。近世の後期には藤川は重富島津家の持切在であったとされる。
「角川日本地名大辞典」によれば江戸時代の藤川の寺社としては藤川庵跡と伝える薬師堂、観音堂、香積寺跡と伝えられる地蔵堂の他に藤川天神などがある。藤川天神は九州平定によって藤川の地に進軍してきた豊臣秀吉の軍によって荒らされ焼失していたが、棟札によれば正保4年（1647年）に薩摩藩主島津光久の命によって再興されたとされる。文化12年（1815年）には薩摩藩主島津重豪の命により藤川天神の修築改造が行われた。
薩摩の歌人八田知紀は天保8年（1837年）に藤川天神を参拝して以下の歌を詠んでいる。

梅が香も　かたじけなさも身にしみて　おぼえず袖に　散る涙かな
—八田知紀
薩摩藩の地誌である「三国名勝図会」には藤川天神が絵図付きで以下のように掲載されている（一部抜粋）。

藤川天神社　藤川村にあり、祭神天満大自在天神一坐、建立の年月詳ならず、土人の傳へに、延喜中、菅丞相筑前國大宰府に左遷し給へる時、其害を避て、潜に薩摩に來り、此地山水幽遽の境なるを以て、匿居し、終に此地にて薨じ玉ふ、因て此に葬る、後人祠廟を建て、祭祀を修すといへり、當社は一岡阜の上にあり、其地名を北野といふ、此地前後岡嶺相連りて、其中に谷川あり、藤川といふ、
—三国名勝図会巻之十二
また、薩摩藩によって藤川村の山奥の本俣集落に製鉄炉、榎段集落に火薬工場が造られており、「東郷町郷土史」によればこれらは秘密工場と呼ばれた。1875年（明治8年）には藤川天神の大修築が行われた。1888年（明治21年）6月15日には隈之城警察署藤川駐在所が開設された。藤川駐在所は1963年（昭和38年）4月1日に鳥丸にある鳥丸駐在所に統合されるまで存続した。

### 町村制施行から昭和まで

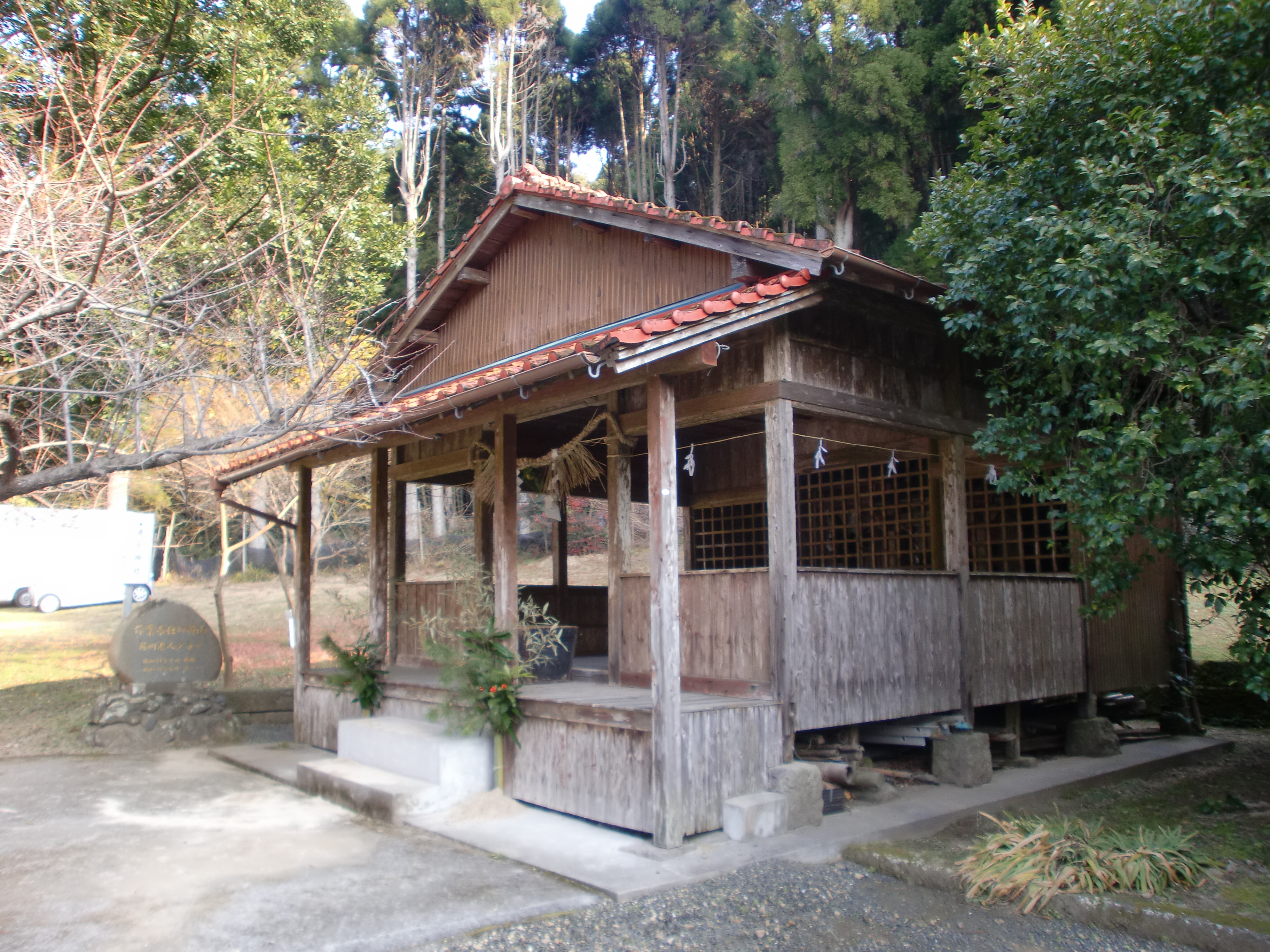
1909年に菅原神社（藤川天神）に合祀された現王神社。合祀後は藤川天神本殿の向かって左側に鎮座している。

1889年（明治22年）4月1日に町村制が施行されたのに伴い、東郷のうち東部の区域に当たる斧淵村・山田村・南瀬村・宍野村・鳥丸村・藤川村の6村の区域より薩摩郡上東郷村が成立した。それまでの藤川村は上東郷村の大字「藤川」となった。
1909年（明治42年）には藤川にあった現王神社3社及び山津見之神等が菅原神社（藤川天神）に合祀された。1931年（昭和6年）に田中バスによって藤川～川内のバス路線の運行が開始された。1941年（昭和16年）10月3日には史蹟名勝天然紀念物保存法（文化財保護法の前身の1つ）に基づき、藤川天神の境内にある臥龍梅が「藤川天神ノ臥龍梅」として国の天然記念物に指定された。1952年（昭和27年）12月1日に上東郷村が東郷村に改称、即日町制施行し、東郷町となった。
1957年（昭和32年）4月1日には薩摩郡下東郷村が川内市及び東郷町、高城村（いずれも現在の薩摩川内市）へ分割編入されることとなった。下東郷村大字田海のうち字大中口、井川、賀崎、井川口、大久保、赤崩、寺川内の区域（寺川内・井川内集落、人口63人、面積4.34 平方キロメートル）が東郷町に編入され、東郷町に編入された区域は同年4月15日に鹿児島県公報に掲載された「 廃置分合に伴う字の名称変更」（鹿児島県告示）により編入された区域の大字田海を4月1日付で大字藤川に改称する手続きにより既に存在している大字藤川に編入した。1976年（昭和51年）には山間部に位置している本俣集落にテレビの共同受信施設が完成し、51戸の家庭でテレビが視聴できるようになった。

### 平成以降の藤川

#### 鹿児島県北西部地震による被害

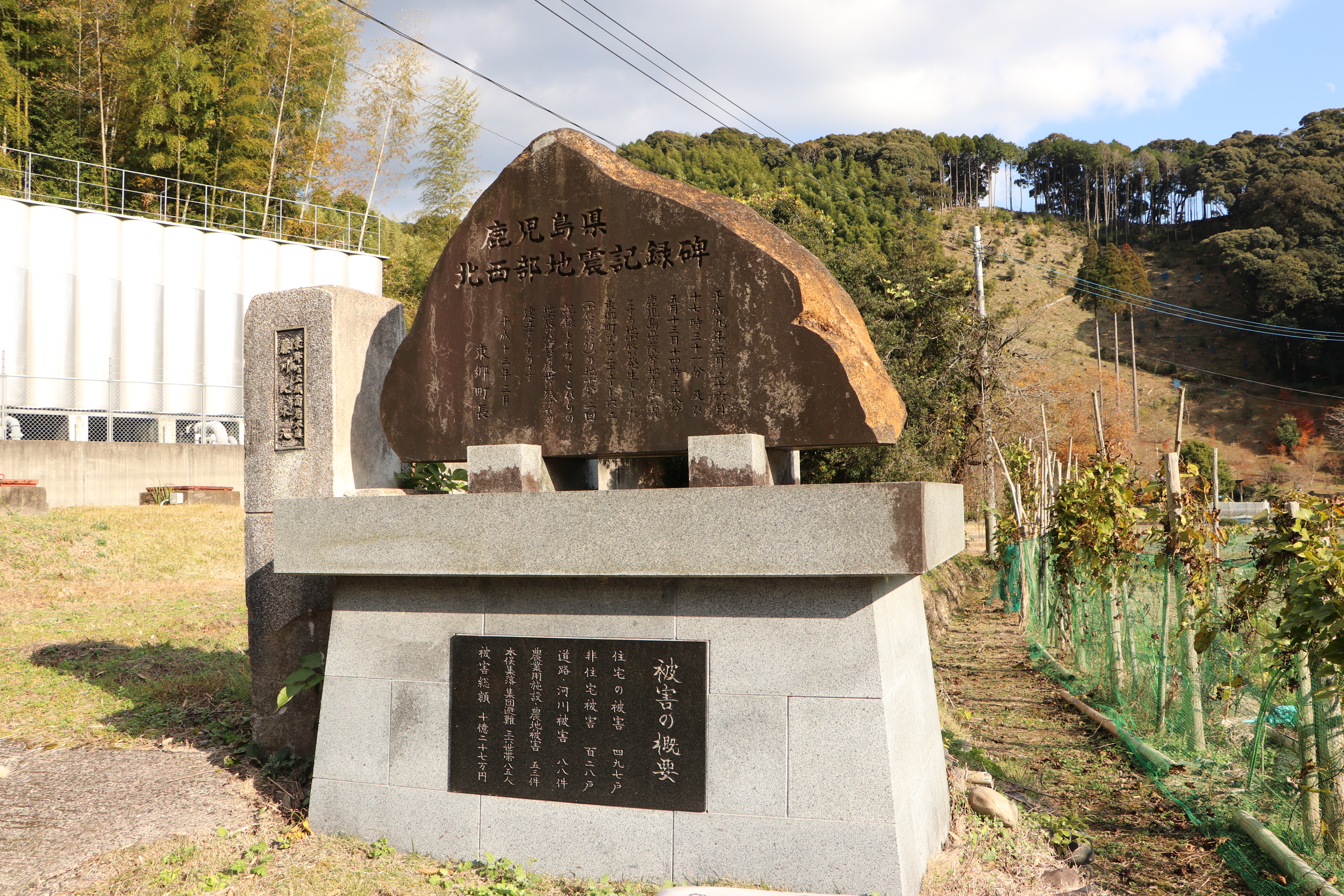
東郷町が藤川に建立した「鹿児島県北西部地震記録碑」

1997年（平成9年）3月26日と5月13日に鹿児島県の北西部において地震が発生した（鹿児島県北西部地震）。いずれの地震も震源地は藤川にほど近い位置にあり、藤川では崖崩れや水道の断水などの被害を受けた。特に5月13日に発生した地震の震央は大字藤川の区域内である北緯31度56分9秒 東経130度18分1秒 / 北緯31.93583度 東経130.30028度付近とされており、震源の深さは9キロメートルであった。
5月13日の地震後に現地調査を行った気象庁の報告によれば、藤川では藤川天神付近の道路で長さ5メートル、幅1センチメートル程度の亀裂が発生し、周囲では小規模な崖崩れが発生していた。本俣集落では3月26日に発生した地震によるものとみられる崖崩れが複数発生していたほか、水道の断水が発生しており、5月20日時点で本俣公民館に8世帯10名が自主避難していた。梅雨の時期に差し掛かり、本俣集落は土石流による二次災害の危険があったため5か月間小鷹集落に置かれた仮設住宅に入居した。この被害を契機に本俣集落では自主防災組織が組織された。地震から9年後となる2006年（平成18年）に発生し川内川流域に大きな被害を与えた平成18年7月豪雨では本俣自主防災組織の独自の避難基準により早めの集団避難が実施され人的被害を回避した。

#### 横座トンネル開通・市町村合併

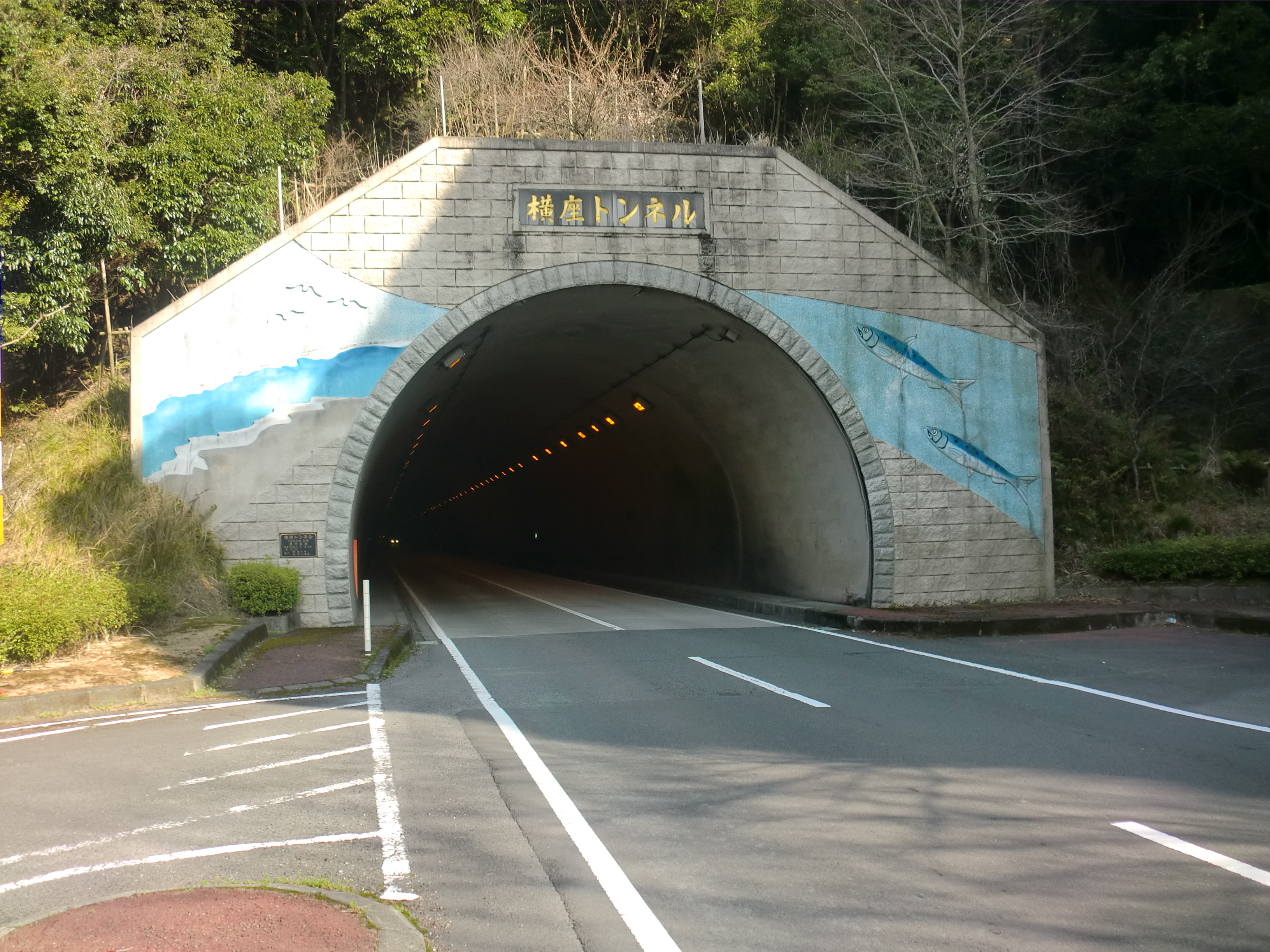
阿久根市と東郷町を結ぶ横座トンネル。1997年のトンネル開通によって県道46号は北薩地域の主要幹線道路となった。

1997年（平成9年）3月には鹿児島県道46号阿久根東郷線の横座トンネルが開通し、阿久根東郷線のうち未開通となっていた隣接する阿久根市と東郷町藤川の間が道路で結ばれた。
2004年（平成16年）10月12日に東郷町が川内市、薩摩郡樋脇町、入来町、祁答院町、下甑村、上甑村、里村、鹿島村と新設合併し薩摩川内市が設置された。この市町村合併に伴い設置された法定合併協議会において大字名については「従前の町名を従前の大字に冠したものをもって、大字とする。」と協定され、旧町名である「東郷町」を従前の大字名である藤川に冠することとなった。
合併当日の10月12日に鹿児島県の告示である「 字の名称の変更」が鹿児島県公報に掲載された。この告示の規定に基づき即日名称の変更が行われ、大字名が「藤川」から薩摩川内市の大字「東郷町藤川」に改称された。

#### 津田集落の消滅・進む高齢化
昭和30年代には170人が暮らしていた標高500メートル程の山中に位置する津田集落は2010年（平成22年）に住民が全員集落を離れることとなり、お別れの会が挙行されるとともに「津田集落跡地記念碑」が設置され、集落が消滅した。同年5月2日のフジネットワーク（FNS）の九州8局の共同制作のドキュメンタリー番組「ドキュメント九州」にその様子が取り上げられた。
2017年（平成29年）3月には、藤川に唯一存在した教育施設である薩摩川内市立藤川小学校（閉校時年度の児童数は9名）が薩摩川内市立東郷小学校（現在の薩摩川内市立東郷学園義務教育学校の前身）への統合に伴い閉校した。
2020年（令和2年）度現在、70歳以上の人口割合が半数を超える集落（いわゆる限界集落）を指定する薩摩川内市独自の制度である「ゴールド集落」の対象として藤川の集落が複数含まれている。また、2020年（令和2年）4月1日現在の薩摩川内市の統計によれば東郷町藤川の大字全体の人口265人に対する65歳以上の年齢の比率は64.2 パーセント（170人）となっており、高齢化が進んでいる。

### 字域の変遷
| 実施後                 | 実施年             | 実施前                                                                        |
| ---------------------- | ------------------ | ----------------------------------------------------------------------------- |
| 東郷町大字藤川（編入） | 1957年（昭和32年） | 下東郷村大字田海（一部） （大中口、大久保、井川、賀崎、井川口、赤崩、寺川内） |

## 人口
以下の表は国勢調査による小地域集計が開始された1995年以降の人口の推移である。
| 年                 | 人口 |
| ------------------ | ---- |
| 1995年（平成7年）  | 518  |
| 2000年（平成12年） | 482  |
| 2005年（平成17年） | 411  |
| 2010年（平成22年） | 352  |
| 2015年（平成27年） | 291  |
| 2020年（令和2年）  | 238  |

## 文化財

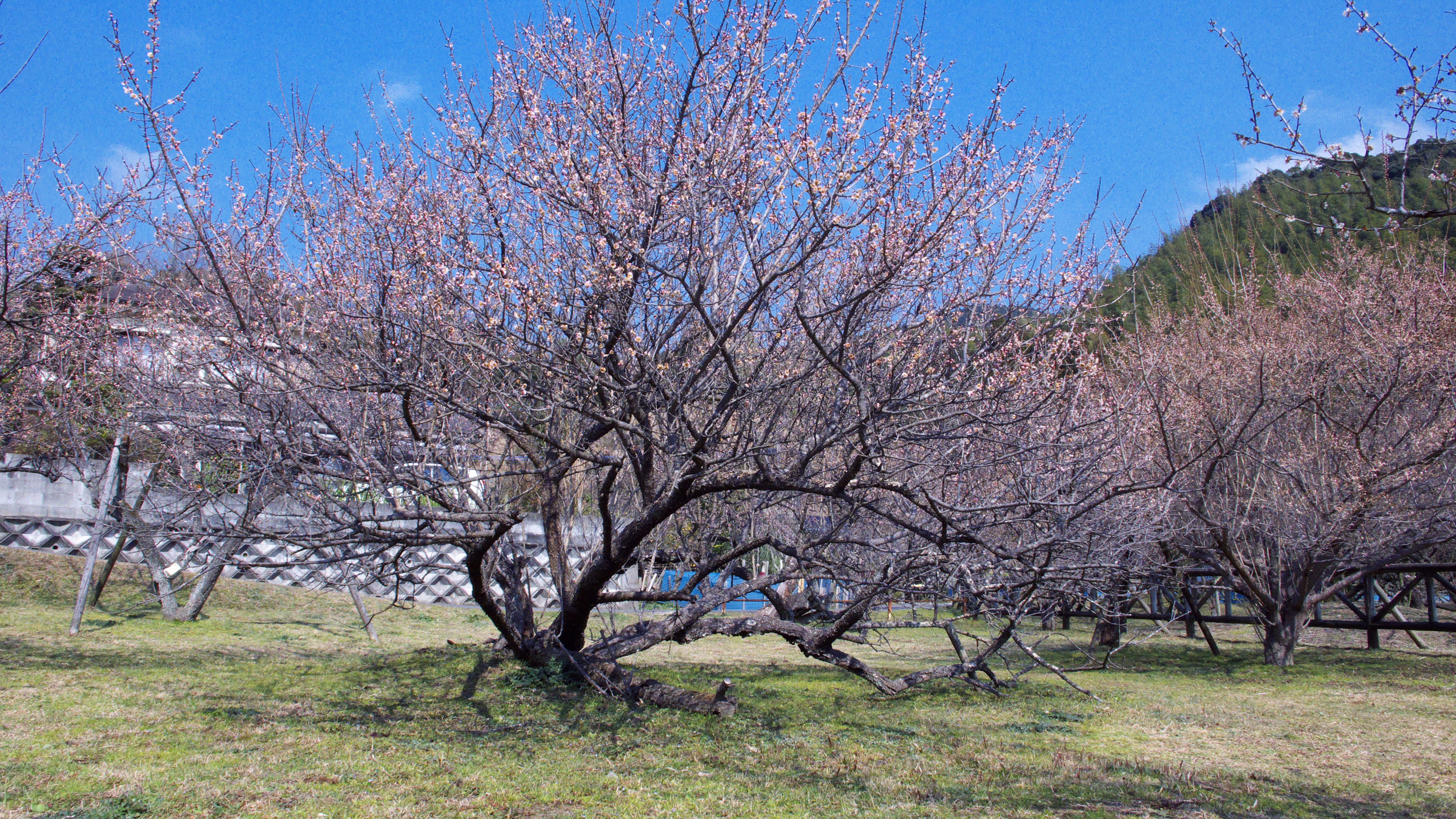
藤川天神の臥龍梅（国指定天然記念物）

### 国指定
- 藤川天神の臥龍梅（天然記念物）[12]
藤川天神の境内にある菅原道真が植えたという伝説が残る梅の木であり[11]、世界最大の臥竜梅とされる[74]。1941年（昭和16年）10月3日に史蹟名勝天然紀念物保存法（文化財保護法の前身の1つ）に基づき、菅原道真が植えたとされる1株から繁茂したとされる臥龍梅50株が「藤川天神ノ臥龍梅」として国の天然記念物に指定された[41][11][75][13]。

### 市指定
- 久留須梅（記念物（天然記念物））[76]

## 施設

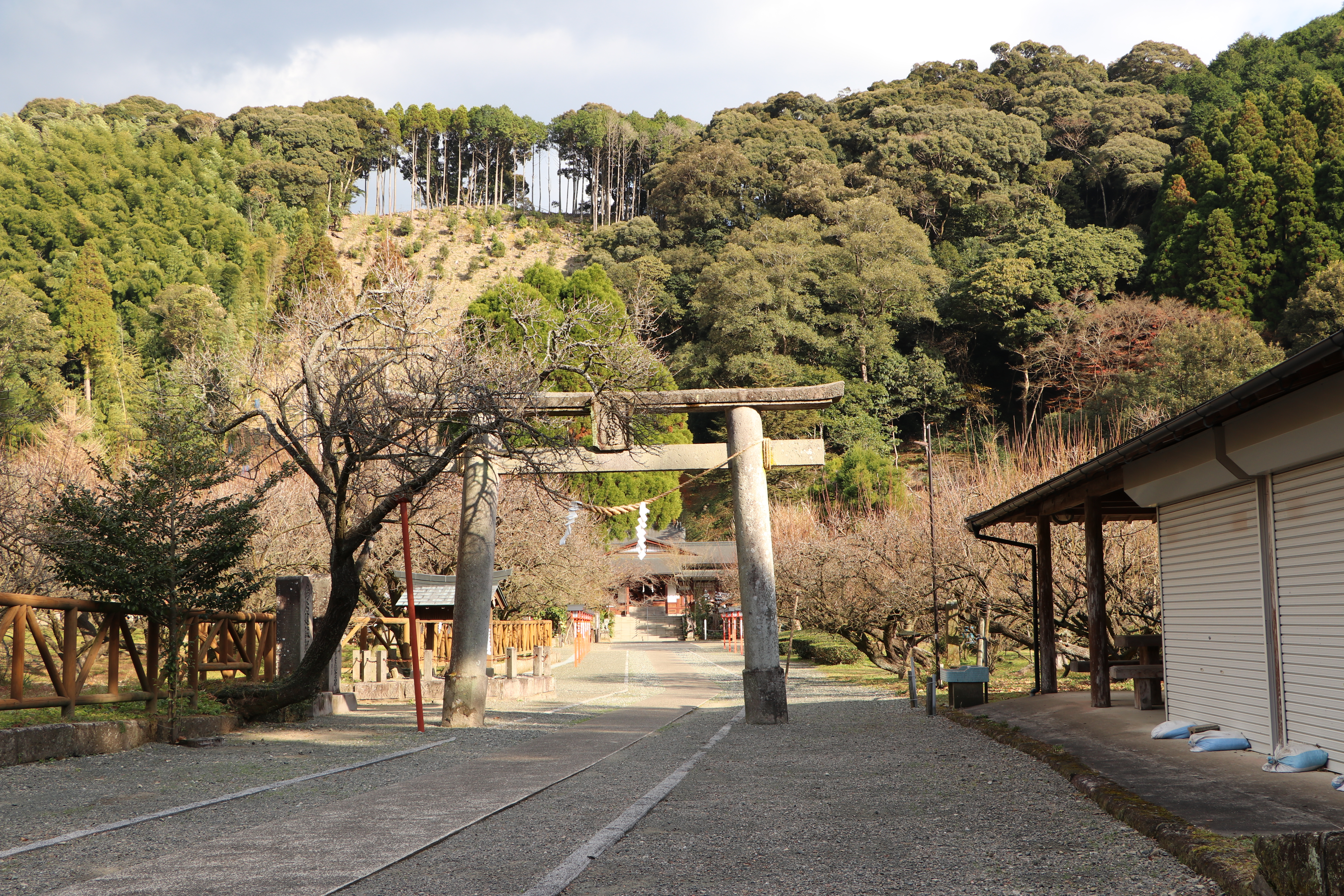
菅原神社（藤川天神）の参道。左側に広がる梅園には臥龍梅がある

### 公共
- 藤川地区コミュニティセンター[77]

### 寺社
- 藤川天神（菅原神社）[31]
- 正善寺（浄土真宗本願寺派）[78]

### その他
- 檜垣産業鹿児島事業所[79]・藤川山林鹿児島事業所[80]

## 産業
2014年（平成26年）の経済センサスによれば東郷町藤川に所在する民営の事業所数は11事業所であり従業者数は27名であった。業種別には飲食料品小売業が4事業所、林業、機械器具小売業、飲食料品卸売業、木材・木製品製造業、食品製造業が各1事業所の順であった。2015年（平成27年）の国勢調査によると東郷町藤川に居住する15歳以上の就業者数は120人であり、産業別では多い順に農業・林業が36人、卸売業・小売業が20人、製造業が17人、医療・福祉が17人となっている。

### 林業

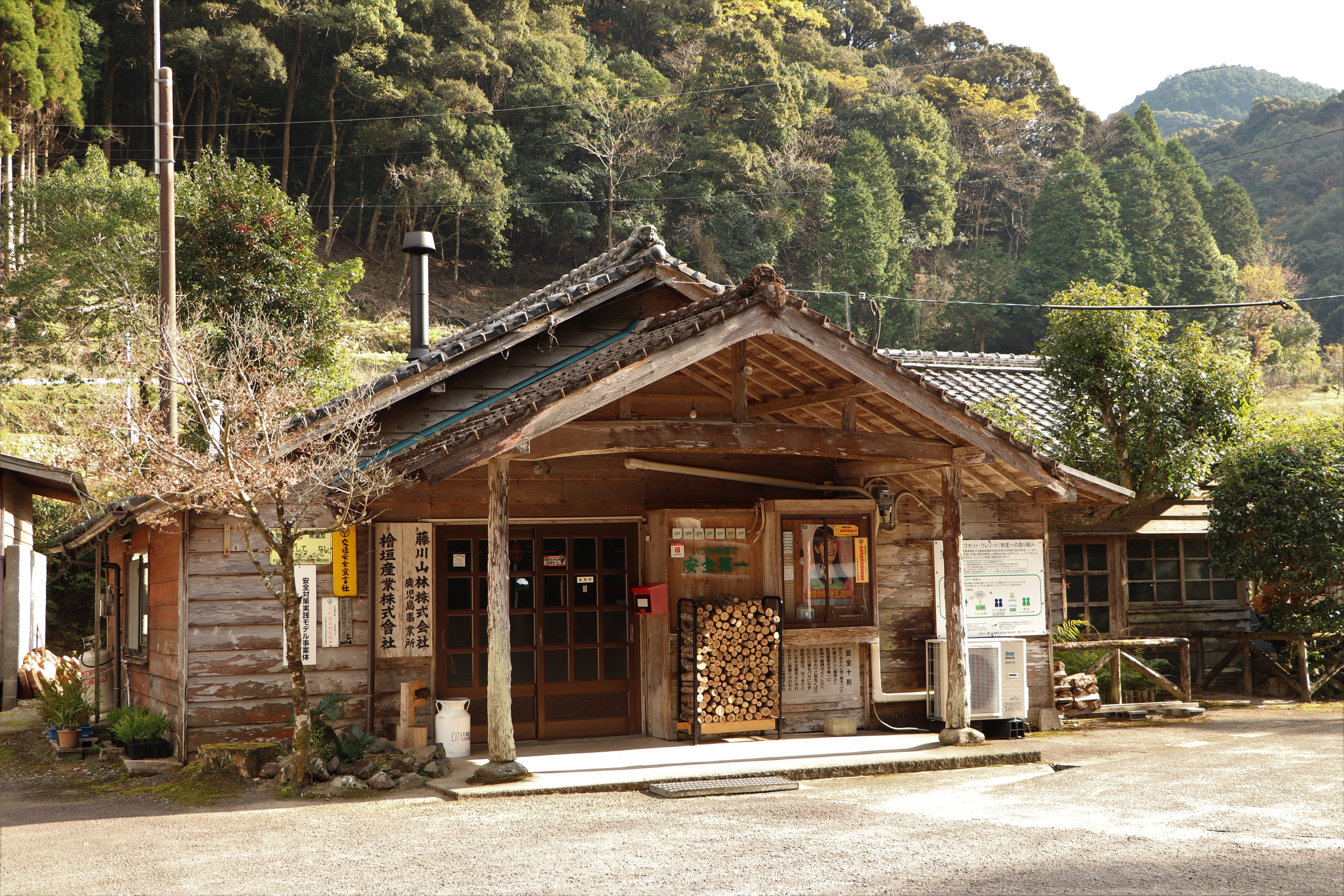
本俣集落にある藤川山林鹿児島事業所

かつての東郷町は総面積の72.3 パーセントを森林が占めており、古くから林業が盛んであった。藤川でも林業が盛んであり、林産物が多く獲れた。昭和50年代から順次林道の整備が行われ、鬼川内線・山田本俣線・新谷線・藤之元線などが整備された。
明治時代初期に島津氏が所有していたとされる藤川の森林が国に返上され国有林になったが、1884年（明治17年）に宮之城島津家の島津壮之助が所有権を主張し、裁判の結果1909年（明治42年）に国が敗訴して島津壮之助の所有権が認められ、その後島津壮之助は福岡の会社に売り払い、最終的には久原鉱業が藤川の森林の経営を担ったが製材所の火災や不況によって1932年（昭和7年）事業を廃止した。翌年の1933年（昭和8年）に日産農林工業（現在の兼松サステック）が再び藤川の山林の経営を行うこととなり鹿児島事業所を藤川に置いた。
1990年（平成2年）に日産農林工業は愛媛県今治市の今治造船グループの檜垣産業に事業を売り渡し、檜垣産業によって藤川の山林を管理する会社として藤川山林が設立され、藤川には鹿児島事業所が設けられた。東郷町藤川地内の738.48 ヘクタール（7.3848 平方キロメートル）のスギ、ヒノキ、クヌギなどの樹種から構成される社有林を所有している。

### 観光
藤川には菅原神社（別名：藤川天神）が鎮座している。境内には国指定の天然記念物である臥龍梅があり梅の名所として知られる。学問の神として知られる菅原道真を祀る神社であることから受験シーズンには多くの参拝者が訪れる。1990年（平成2年）には東郷町によって藤川天神に休憩施設などが設置された。
西郷隆盛の犬「ツン」は藤川で生まれた薩摩犬であり、東京都台東区上野の上野恩賜公園にある西郷隆盛像の傍らに造形されている犬のモデルとされている。1990年（平成2年）に放送された大河ドラマ「翔ぶが如く」で西郷隆盛が注目を集めたことから藤川天神の境内に中村晋也作「ツン」の銅像が建立された。
藤川山林が1979年（昭和54年）には本俣集落でそうめん流しの運営を始めた。

## 教育

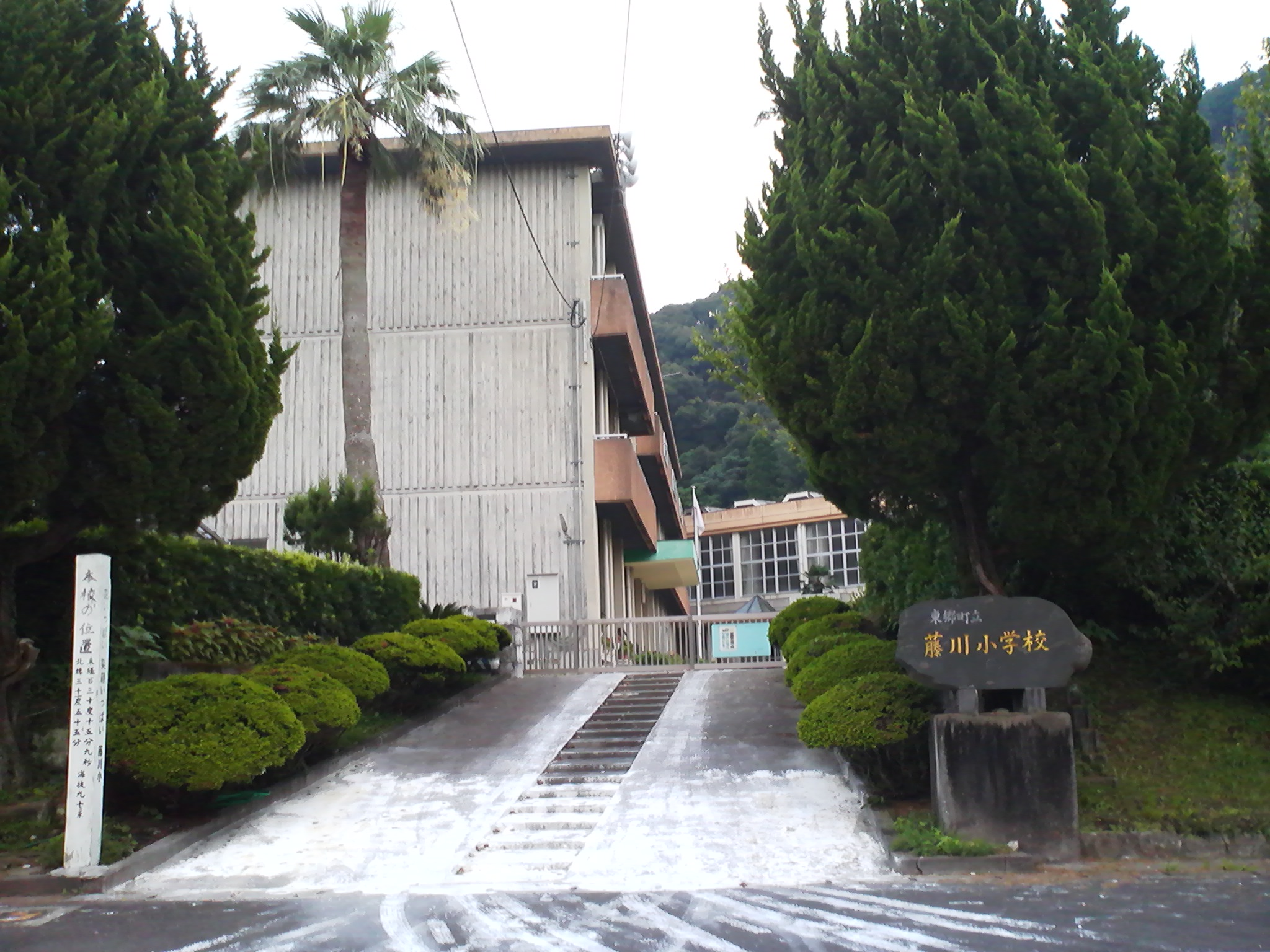
薩摩川内市立藤川小学校（2017年3月閉校）

2021年（令和3年）現在、東郷町藤川には教育施設は存在しない。かつては「東郷町立藤川中学校」、「薩摩川内市立藤川小学校」、「東郷町立藤川幼稚園」が所在していた。

### 中学校
1949年（昭和24年）4月に藤川小学校の区域を校区とする上東郷村立東郷中学校（のちの薩摩川内市立東郷中学校）の分校である「藤川分校」が設置された。1955年（昭和30年）に藤川分校が独立し「東郷町立藤川中学校」が設置されたが、8年後の1963年（昭和38年）に東郷中学校に統合され閉校した。2021年（令和3年）現在、東郷町藤川の生徒は東郷町斧渕にある薩摩川内市立東郷学園義務教育学校へ通学している。

### 小学校
「薩摩川内市立藤川小学校」は、かつて東郷町藤川916番地にあった小学校である。藤川小学校は1872年（明治5年）に私設学校として設置され、1878年（明治11年）に藤川小学校として改めて設置された。その後簡易科小学校・尋常小学校となり、1926年（大正15年）には高等科を設置した。第二次世界大戦中の国民学校を経て1947年（昭和22年）に藤川小学校に改称した。2017年（平成29年）に薩摩川内市立東郷小学校への統合に伴い閉校した。2021年（令和3年）現在、東郷町藤川の児童は東郷町斧渕にある薩摩川内市立東郷学園義務教育学校へ通学している。

### 幼稚園
1959年（昭和34年）までに藤川校区立の幼児学級として設立され、1970年（昭和45年）に町立幼稚園として藤川小学校に併設された。園児の減少に伴って1987年（昭和62年）に斧淵にある東郷幼稚園に統合され閉園した。

### 小・中学校の学区
市立小・中学校に通う場合、学区（校区）は以下の通りとなる。
| 大字       | 番地 | 小学校                                           | 中学校                                           |
| ---------- | ---- | ------------------------------------------------ | ------------------------------------------------ |
| 東郷町藤川 | 全域 | 薩摩川内市立東郷学園義務教育学校（義務教育学校） | 薩摩川内市立東郷学園義務教育学校（義務教育学校） |

## 交通

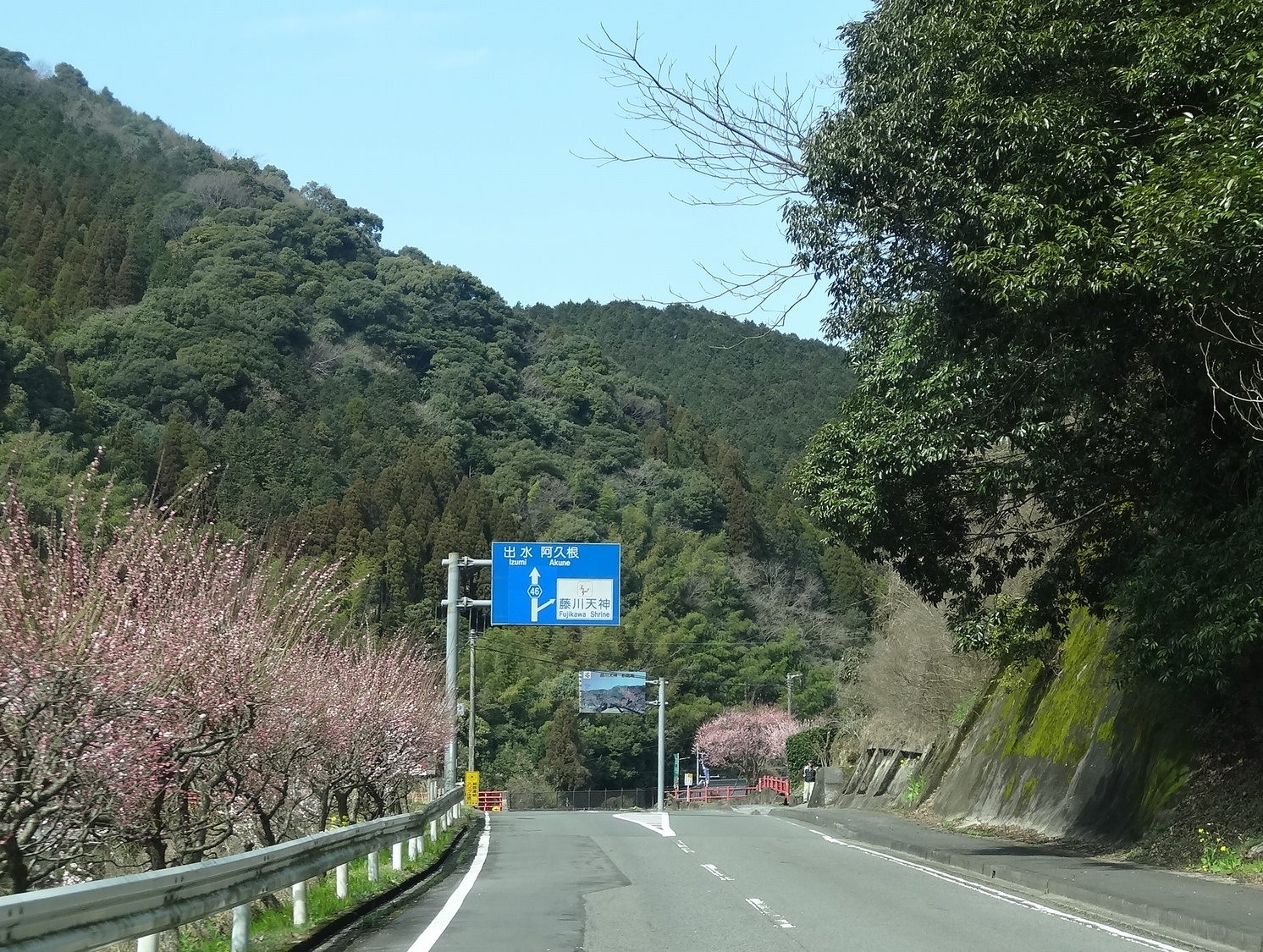
藤川天神付近を通る鹿児島県道46号阿久根東郷線（阿久根方面）

1920年（大正9年）10月1日に斧淵から藤川の本俣集落に至る村道として斧淵藤川線が路線認定された。1973年（昭和48年）には阿久根市から藤川を経て東郷に至る阿久根東郷線として県道の路線に認定され、1993年（平成5年）には阿久根東郷線は主要地方道に認定されたが依然として阿久根市鶴川内と藤川の間にある横座峠の区間は未開通となっていた。主要地方道認定後に「交流ふれあいトンネル橋梁整備事業」によって阿久根市と藤川の区間の建設に着工し、1997年（平成9年）3月に阿久根市と東郷町藤川を結ぶ横座トンネルが開通し、北薩地域の主要幹線道路となっている。

### 道路
主要地方道
- 鹿児島県道46号阿久根東郷線

### 路線バス
2021年（令和3年）現在、東郷町藤川の区域では路線バスが運行されておらず、薩摩川内市が運営する東郷地域デマンド交通「ゆったり号」（予約制、藤川・鳥丸コース）が日曜日・祝日を除いて本俣地区から藤川天神・旧藤川小学校を経て斧渕の東郷温泉ゆったり館まで運行されている。